# ناکامورا اومه‌نوسوکه چهارم
ناکامورا اومه‌نوسوکه چهارم (به ژاپنی: 中村梅之助 (4代目))؛ زادهٔ ۱۸ فوریهٔ ۱۹۳۰) یک هنرپیشه اهل ژاپن است.
از فیلم‌ها یا برنامه‌های تلویزیونی که وی در آن نقش داشته‌است می‌توان به یائه نو ساکورا از سری فیلم‌های مجموعه تلویزیونی تایگا اشاره کرد.